# Kipton (Ohio)
Kipton es una villa ubicada en el condado de Lorain en el estado estadounidense de Ohio. En el Censo de 2010 tenía una población de 243 habitantes y una densidad poblacional de 210,84 personas por km².

## Geografía
Kipton se encuentra ubicada en las coordenadas 41°16′00″N 82°18′16″O / 41.26667, -82.30444. Según la Oficina del Censo de los Estados Unidos, Kipton tiene una superficie total de 1.15 km², de la cual 1.14 km² corresponden a tierra firme y (1.12%) 0.01 km² es agua.

## Demografía
Según el censo de 2010, había 243 personas residiendo en Kipton. La densidad de población era de 210,84 hab./km². De los 243 habitantes, Kipton estaba compuesto por el 97.12% blancos, el 0% eran afroamericanos, el 0% eran amerindios, el 0% eran asiáticos, el 0% eran isleños del Pacífico, el 0.82% eran de otras razas y el 2.06% pertenecían a dos o más razas. Del total de la población el 2.47% eran hispanos o latinos de cualquier raza.